# Kilosaari (ö i Södra Karelen)
Kilosaari är en ö i Finland. Den ligger i sjön Pihlajavesi och i kommunen Ruokolax i den ekonomiska regionen  Imatra ekonomiska region  och landskapet Södra Karelen, i den södra delen av landet, 240 km nordost om huvudstaden Helsingfors. Öns area är 2,5 hektar och dess största längd är 270 meter i sydöst-nordvästlig riktning.